# Liste des biens d'intérêt culturel à Melilla
Cet article recense les biens d'intérêt culturel à Melilla, en Espagne.

## Liste
| Site                                                       | Lieu               | Type                | Notes | Identifiant   | Date | Coordonnées                        | Photo |
| ---------------------------------------------------------- | ------------------ | ------------------- | ----- | ------------- | ---- | ---------------------------------- | ----- |
| Bibliothèque publique José Luis Fernández de la Torre (es) | Plaza de España, 4 | Bibliothèque        |       | RI-BI-0000021 | 1985 | 35° 17′ 29″ nord, 2° 56′ 18″ ouest |       |
| Chapelle du Christ-Roi (es)                                |                    | Monument            |       | RI-51-0011148 | 2004 | 35° 16′ 57″ nord, 2° 56′ 28″ ouest |       |
| Centre historique de Melilla (es)                          |                    | Ensemble historique |       | RI-53-0000022 | 1953 | 35° 17′ 31″ nord, 2° 56′ 19″ ouest |       |
| Fortin de San Francisco (es)                               |                    | Monument            |       | RI-51-0011147 | 2004 | 35° 17′ 45″ nord, 2° 56′ 47″ ouest |       |
| Fort de Camellos (es)                                      |                    | Monument            |       | RI-51-0006993 | 1990 | 35° 17′ 16″ nord, 2° 56′ 57″ ouest |       |
| Fort de Cabrerizas Altas (es)                              |                    | Monument            |       | RI-51-0006991 | 1990 | 35° 18′ 20″ nord, 2° 57′ 36″ ouest |       |
| Fort de la Purísima Concepción (es)                        |                    | Monument            |       | RI-51-0006992 | 1990 | 35° 16′ 59″ nord, 2° 57′ 55″ ouest |       |
| Fort de Rostrogordo (es)                                   |                    | Monument            |       | RI-51-0006994 | 1990 | 35° 18′ 52″ nord, 2° 57′ 28″ ouest |       |
| Fortin de Alfonso XIII (es)                                |                    | Monument            |       | RI-51-0010552 | 2000 | 35° 17′ 01″ nord, 2° 57′ 18″ ouest |       |
| Fort de María Cristina (es)                                |                    | Monument            |       | RI-51-0006990 | 1990 | 35° 17′ 57″ nord, 2° 56′ 41″ ouest |       |
| Fortin de Reina Regente (es)                               |                    | Monument            |       | RI-51-0006995 | 1990 | 35° 17′ 55″ nord, 2° 57′ 28″ ouest |       |